# Rapla KK
Rapla Korvpalliklubi, más conocido como Rapla KK, o, por motivos publicitarios, Avis Utilitas Rapla, es un club de baloncesto estonio, con sede en la ciudad de Rapla. Fundado en 1996 con el nombre de K.K. Rapla, compite en la Latvian-Estonian Basketball League, la competición unificada de Estonia y Letonia. Disputan sus partidos como local en el Sadolin Sports Hall, con capacidad para 818 espectadores.

## Historia
En 1996  se fundó el Korvpalliklubi Rapla (Club Baloncesto Rapla) como una división de la Escuela de Deportes Rapla. En 2010, Rapla se mudó al nuevo Palacio de Deportes de Sadolin y fue ascendido a Korvpalli Meistriliiga (KML). Entrenados por Indrek Ruut, terminaron la temporada regular 2010-11 en el sexto lugar y llegaron a los playoffs, donde fueron eliminados en cuartos de final por TTÜ/Kalev, perdiendo la serie por 1-3. En 2011, Rapla se unió a la competición de la Challenge Cup, de la Liga Báltica de Baloncesto (BBL) para la temporada 2011-12, pero no pudo avanzar más allá de la fase de grupos. En 2012, Rapla llegó a la final de la Copa de Estonia, pero perdió ante Rakvere Tarvas 64–81.
En 2014, Aivar Kuusmaa fue contratado como entrenador. El equipo terminó la temporada regular 2014-15 en el tercer lugar. En los Playoffs de la KML 2015, Rapla derrotó a Valga en los cuartos de final, pero perdió ante Kalev y terminó tercero después de vencer a Rakvere Tarvas por 2-1. Rapla terminó tercero nuevamente en el 2015-16. El equipo terminó la temporada regular 2016-17 en el tercer lugar con Thomas van der Mars siendo nombrado Jugador Más Valioso (MVP). En los Playoffs de 2017, Rapla derrotó a Valga 3 a 0 en los cuartos de final y a Tartu Ülikool/Rock 3 a 1 en las semifinales, llegando a la final por primera vez en su historia, pero perdió la serie ante Kalev 0-4.

## Trayectoria
| Temporada | Nivel | División               | Pos. | G–P   | Copa de Estonia  | Liga Báltica             | Liga Báltica | Liga Báltica |
| --------- | ----- | ---------------------- | ---- | ----- | ---------------- | ------------------------ | ------------ | ------------ |
| 2008–09   | 3     | II liiga               | 1º   | 23–3  |                  |                          |              |              |
| 2009–10   | 2     | I liiga                | 2º   | 16–8  |                  |                          |              |              |
| 2010–11   | 1     | Korvpalli Meistriliiga | 6º   | 14–22 | Cuartos de final |                          |              |              |
| 2011–12   | 1     | Korvpalli Meistriliiga | 4º   | 17–19 | Cuartos de final | BBL Challenge Cup        | TR           | 2–8          |
| 2012–13   | 1     | Korvpalli Meistriliiga | 4th  | 18–19 | Finalista        | Baltic Basketball League | TR           | 1–9          |
| 2013–14   | 1     | Korvpalli Meistriliiga | 7th  | 10–23 | Cuartos de final | Baltic Basketball League | TR           | 3–9          |
| 2014–15   | 1     | Korvpalli Meistriliiga | 3º   | 23–14 | Cuartos de final | Baltic Basketball League | T16          | 3–7          |
| 2015–16   | 1     | Korvpalli Meistriliiga | 3º   | 24–16 | Octavos de final | Baltic Basketball League | T16          | 8–6          |
| 2016–17   | 1     | Korvpalli Meistriliiga | 2º   | 23–15 | Cuartos de final | Baltic Basketball League | T16          | 8–6          |
| 2017–18   | 1     | Korvpalli Meistriliiga | 3º   | 21–17 |                  | Baltic Basketball League | QF           | 5–7          |

## Títulos
- Korvpalli Meistriliiga:
  - Finalista (1): 2016-17

- Copa de Estonia:
  - Finalista (1): 2012